# Vows
| Recensione            | Giudizio     |
| --------------------- | ------------ |
| All Music             |              |
| Entertainment Weekly  | A            |
| Filter Magazine       | (83%)        |
| Herald Sun            |              |
| Metacritic            | (75/100)     |
| Paste Magazine        | (7/10)       |
| PopMatters            | (7/10)       |
| Rolling Stone         |              |
| Slant Magazine        |              |
| The AU                | (8.5/10)     |
| The Guardian          |              |
| The Music Network     | (favorevole) |
| The NewZealand Herald |              |
| USA Today             |              |

Vows è l'album in studio di debutto della cantante neozelandese Kimbra, pubblicato il 29 agosto 2011 in Nuova Zelanda.

## Tracce
Tracce e crediti tratti dal booklet dell'album.
Edizione standard
1. Settle Down – 4:17 (Kimbra Johnson, François Tétaz)
2. Cameo Lover – 4:02 (Kimbra Johnson)
3. Two Way Street – 4:28 (Kimbra Johnson, François Tétaz)
4. Old Flame – 4:27 (Kimbra Johnson, François Tétaz)
5. Good Intent – 3:32 (Kimbra Johnson, François Tétaz)
6. Plain Gold Ring – 4:02 (George Stone)
7. Call Me – 4:34 (Kimbra Johnson, Mark Landon)
8. Limbo – 3:51 (Kimbra Johnson)
9. Wandering Limbs (feat. Sam Lawrence) – 5:26 (Kimbra Johnson)
10. Withdraw – 4:06 (Kimbra Johnson)
11. The Build Up – 5:01 (Kimbra Johnson, François Tétaz)
12. Somebody Please – 2:20 (Kimbra Johnson) –  traccia nascosta dopo 1:00 di silenzio

Tracce bonus dell'iTunes Deluxe Edition
1. Settle Down (M-Phazes Remix) – 5:19
2. Cameo Lover (Sam Sparro & Golden Touch Remix) – 5:01
3. Settle Down (Videoclip) – 4:09
4. Cameo Lover (Videoclip) – 4:09

Bonus DVD edizione speciale Live at Sing Sing Studios
1. Good Intent
2. Settle Down
3. Two Way Street
4. Plain Gold Ring
5. Cameo Lover

Australian Tour Edition/New Zealand Deluxe Edition (CD 2)
1. Come Into My Head – 4:39 (Kimbra Johnson, Keith Ciancia, Sonny J. Mason)
2. Something In The Way You Are – 4:23 (Kimbra Johnson, Keith Ciancia, Mike Elizondo)
3. Sally I Can See You – 3:58 (Kimbra Johnson, Greg Kurstin)
4. Posse – 5:07 (Kimbra Johnson, Greg Kurstin)
5. Home – 3:04 (Kimbra Johnson, Keith Ciancia, Brian Jacobs, David Tobias)
6. Warrior (feat. Mark Foster & A-Trak) – 4:16 (Kimbra Johnson, Isom Innis, Alain Macklovitch)

USA Edition
1. Settle Down – 4:17 (Kimbra Johnson, François Tétaz)
2. Something In The Way You Are – 4:23 (Kimbra Johnson, Keith Ciancia, Mike Elizondo)
3. Cameo Lover – 4:02 (Kimbra Johnson)
4. Two Way Street – 4:28 (Kimbra Johnson, François Tétaz)
5. Old Flame – 4:27 (Kimbra Johnson, François Tétaz)
6. Good Intent – 3:32 (Kimbra Johnson, François Tétaz)
7. Plain Gold Ring (Live) – 4:32 (George Stone)
8. Come Into My Head – 4:39 (Kimbra Johnson, Keith Ciancia, Sonny J. Mason)
9. Sally I Can See You – 3:58 (Kimbra Johnson, Greg Kurstin)
10. Posse – 5:07 (Kimbra Johnson, Greg Kurstin)
11. Home – 3:04 (Kimbra Johnson, Keith Ciancia, Brian Jacobs, David Tobias)
12. The Build Up – 5:06 (Kimbra Johnson, Alain Macklovitch, Isom Innis)
13. Warrior –  4:16 (Kimbra Johnson, Isom Innis, Alain Macklovitch)
14. Wandering Limbs – 5:26 (Kimbra Johnson) – traccia nascosta dopo Warrior

## Classifiche
| Classifica                       | Posizione raggiunta |
| -------------------------------- | ------------------- |
| Australia                        | 4                   |
| Belgio (Fiandre)                 | 137                 |
| Belgio (Vallonia)                | 186                 |
| Canada                           | 24                  |
| Nuova Zelanda                    | 3                   |
| Nuova Zelanda (NZ Artists Chart) | 1                   |
| Paesi Bassi                      | 95                  |
| Polonia                          | 23                  |
| Stati Uniti (Billboard 200)      | 14                  |

## Date di pubblicazione
| Nazione       | Data             | Formato              | Etichetta    |
| ------------- | ---------------- | -------------------- | ------------ |
| Nuova Zelanda | 29 agosto 2011   | CD, Digital Download | Warner Bros. |
| Australia     | 2 settembre 2011 | CD, Digital Download | Warner Bros. |
| Stati Uniti   | 22 maggio 2012   | CD, Digital Download | Warner Bros. |
| Canada        | 22 maggio 2012   | CD, Digital Download | Warner Music |
| Polonia       | 9 luglio 2010    | CD, Digital Download | Warner Music |
| Belgio        | 12 luglio 2012   | CD, Digital Download | Wea          |
| Paesi Bassi   | 13 luglio 2012   | CD, Digital Download | Wea          |
| Germania      | 20 luglio 2012   | CD, Digital Download | Warner Music |
| Regno Unito   | 23 luglio 2012   | CD, Digital Download | Warner Music |